# Sybra quadriplagiata
Sybra quadriplagiata är en skalbaggsart som beskrevs av Stefan von Breuning 1938. Sybra quadriplagiata ingår i släktet Sybra och familjen långhorningar. Inga underarter finns listade i Catalogue of Life.